# Крайдоролц (комуна)
Крайдоролц (рум. Craidorolț) — комуна у повіті Сату-Маре в Румунії. До складу комуни входять такі села (дані про населення за 2002 рік):
- Еріу-Синкрай (630 осіб)
- Крайдоролц (1056 осіб) — адміністративний центр комуни
- Крішень (220 осіб)
- Сату-Мік (223 особи)
- Цегя (59 осіб)

Комуна розташована на відстані 439 км на північний захід від Бухареста, 24 км на південний захід від Сату-Маре, 115 км на північний захід від Клуж-Напоки.

## Населення
За даними перепису населення 2002 року у комуні проживали 2188 осіб.
Національний склад населення комуни:
| Національність | Кількість осіб | Відсоток |
| -------------- | -------------- | -------- |
| румуни         | 1256           | 57,4%    |
| угорці         | 697            | 31,9%    |
| цигани         | 188            | 8,6%     |
| українці       | 39             | 1,8%     |
| німці          | 8              | 0,4%     |

Рідною мовою назвали:
| Мова       | Кількість осіб | Відсоток |
| ---------- | -------------- | -------- |
| румунська  | 1290           | 59,0%    |
| угорська   | 858            | 39,2%    |
| українська | 32             | 1,5%     |
| циганська  | 8              | 0,4%     |

Склад населення комуни за віросповіданням:
| Релігія            | Кількість осіб | Відсоток |
| ------------------ | -------------- | -------- |
| православні        | 1276           | 58,3%    |
| реформати          | 392            | 17,9%    |
| римо-католики      | 378            | 17,3%    |
| греко-католики     | 102            | 4,7%     |
| баптисти           | 19             | 0,9%     |
| п'ятдесятники      | 12             | 0,5%     |
| не вказали релігію | 1              | < 0,1%   |